# Baeolidia
Baeolidia is een geslacht van weekdieren uit de klasse van de Gastropoda (slakken).

## Soorten
- Baeolidia australis (Rudman, 1982)
- Baeolidia chaka (Gosliner, 1985)
- Baeolidia cryoporos Bouchet, 1977
- Baeolidia dela (Er. Marcus & Ev. Marcus, 1960)
- Baeolidia gracilis Carmona, Pola, Gosliner & Cervera, 2014
- Baeolidia harrietae (Rudman, 1982)
- Baeolidia japonica Baba, 1933
- Baeolidia lunaris Carmona, Pola, Gosliner & Cervera, 2014
- Baeolidia macleayi (Angas, 1864)
- Baeolidia moebii Bergh, 1888
- Baeolidia palythoae Gosliner, 1985
- Baeolidia quoyi Pruvot-Fol, 1934
- Baeolidia ransoni (Pruvot-Fol, 1956)
- Baeolidia rieae Carmona, Pola, Gosliner & Cervera, 2014
- Baeolidia salaamica (Rudman, 1982)
- Baeolidia scottjohnsoni Carmona, Pola, Gosliner & Cervera, 2014
- Baeolidia variabilis Carmona, Pola, Gosliner & Cervera, 2014

### Nomen dubium
- Baeolidia faustina (Bergh, 1900)
- Baeolidia occidentalis (Bergh, 1874)
- Baeolidia orientalis (Bergh, 1905)

### Synoniemen
- Baeolidia benteva Er. Marcus, 1958 => Berghia benteva (Er. Marcus, 1958)
- Baeolidia fusiformis Baba, 1949 => Limenandra fusiformis (Baba, 1949)
- Baeolidia major Eliot, 1903 => Baeolidia moebii Bergh, 1888
- Baeolidia nodosa (Haefelfinger & Stamm, 1958) => Limenandra nodosa Haefelfinger & Stamm, 1958